# Santiago Llorente Gutiérrez
Santiago Llorente Gutiérrez (Madrid, 30 de junio de 1969) es un político y economista español, miembro del Partido Socialista Obrero Español. Fue alcalde de Leganés desde 2015 hasta 2023.

## Biografía
Santiago Llorente nació en Madrid en 1969 y ha residido en Leganés toda su vida, primero en San Nicasio y actualmente en el barrio de Solagua. Está casado y tiene dos hijos.
Tras licenciarse en Economía, obtuvo una plaza de profesor asociado en el campus de Getafe de la Universidad Carlos III de Madrid, y ha compaginado la política con trabajos de asesoría y colaboraciones en el desarrollo de programas económicos.

## Trayectoria política
Afiliado al PSOE de Madrid desde 1989, su carrera política siempre ha estado ligada al ayuntamiento de Leganés y a la Comunidad de Madrid. Durante las alcaldías de José Luis Pérez Ráez (1991-2007) y Rafael Gómez Montoya (2007-2011) ocupó las concejalías de Hacienda, Seguridad Ciudadana y Desarrollo Local. Además, ha sido asesor del PSOE-M en asuntos relativos al área económica. Cuando el PSOE perdió la alcaldía en 2011 en favor del popular Jesús Gómez Ruiz, Llorente fue elegido secretario general de la Agrupación Socialista de Leganés en 2012.
En 2014, Llorente se impuso a Gómez Montoya en las primarias del PSOE para la alcaldía de Leganés por un estrecho margen, 260 votos frente a 236 de su rival.

### Alcaldía de Leganés (2015-2023)
En las elecciones municipales de 2015, el PSOE resultó vencedor con 20 726 sufragios, a tan solo seiscientos votos del segundo, por lo que Llorente fue investido alcalde de la ciudad el 13 de junio de 2015 como líder de la lista más votada.
La primera legislatura de Llorente estuvo marcada por la fragmentación de voto, ya que los cuatro partidos más votados obtuvieron seis concejales cada uno. Llorente tuvo que depender de acuerdos puntuales con otras formaciones para sacar adelante sus proyectos, y en 2016 logró sumar a su gobierno al único concejal de Izquierda Unida. Entre otras medidas desbloqueó el plan urbanístico del nuevo barrio Puerta de Fuenlabrada y reanudó obras que habían quedado paralizadas con el anterior regidor, tales como la Biblioteca Central, el pabellón Manolo Cadenas y la reforma del Polideportivo Europa. Después de que el Club Deportivo Leganés ascendiese a Primera División, llegó a un acuerdo con el club para ampliar el Estadio Municipal de Butarque y cederle unos terrenos municipales para su nueva Ciudad Deportiva. Por último, logró que la Consejería de Transportes modificase la cabecera del autobús nocturno desde Aluche hasta Atocha.
Llorente vio revalidado su mandato en las elecciones municipales de 2019 con diez concejales, mientras el resto de partidos habían perdido apoyos. En un primer momento llegó a un acuerdo con Más Madrid-Leganemos para formar un gobierno de coalición, pero los problemas internos de la coalición le llevaron a romper el acuerdo en 2021. Poco después alcanzó otro pacto con Ciudadanos para agotar el mandato. A lo largo de esta legislatura, marcada por la pandemia de Covid-19 y la borrasca Filomena, tuvo que enfrentar críticas por asuntos como la tardanza en la instalación de pedales en los cubos de basura, la pérdida de subvenciones por errores administrativos, y retrasos en el pago de las nóminas a personal municipal. Por otro lado, estuvo enfrentado con el gobierno de la Comunidad de Madrid por la ausencia de dotaciones públicas en los nuevos barrios de la ciudad, para las que el ayuntamiento había cedido varias parcelas. En su último año impulsó la construcción de 134 pisos de protección oficial y un parque de 258 pisos de alquiler público.
En las elecciones municipales de 2023 se postuló para un tercer mandato, pero el PSOE perdió las elecciones al verse superado en votos por el Partido Popular. El 19 de junio del mismo año año cedió el bastón de mando a Miguel Ángel Recuenco, candidato popular de la lista más votada.

### Vida posterior
Poco después de las elecciones municipales, Santiago Llorente fue confirmado como el segundo candidato del Partido Socialista al Senado por la Comunidad de Madrid en las elecciones generales de 2023.